# Ergavia athalia
Ergavia athalia är en fjärilsart som beskrevs av Louis Beethoven Prout 1932. Ergavia athalia ingår i släktet Ergavia och familjen mätare. Inga underarter finns listade i Catalogue of Life.